# Dendropicos
Dendropicos és un gènere d'ocells de la família dels pícids. Aquests picots són endèmics de l'Àfrica subsahariana.

## Llista d'espècies
Aquest gènere està format per 17 espècies:
- picot d'Etiòpia (Dendropicos abyssinicus).
- picot garser d'Aràbia (Dendropicos dorae).
- picot del Sahel (Dendropicos elachus).
- picot d'Elliott (Dendropicos elliotii).
- picot cardenal (Dendropicos fuscescens).
- picot del Gabon (Dendropicos gabonensis).
- picot gris occidental (Dendropicos goertae).
- picot fosc (Dendropicos griseocephalus).
- picot de Johnston (Dendropicos johnstoni).
- picot lúgubre (Dendropicos lugubris).
- picot de Namaqua (Dendropicos namaquus).
- picot garser dorsibrú (Dendropicos obsoletus).
- picot de pit clapejat (Dendropicos poecilolaemus).
- picot ventrevermell (Dendropicos pyrrhogaster).
- picot gris oriental (Dendropicos spodocephalus).
- picot de Stierling (Dendropicos stierlingi).
- picot de corona daurada (Dendropicos xantholophus).